# دايتون (أوهايو)
دايتون، أوهايو (بالإنجليزية: Dayton, Ohio)‏ هي مدينة من مدن الولايات المتحدة وتقع في ولاية أوهايو . يبلغ عدد سكانها 141527 نسمة وذلك حسب إحصائيات سنة 2010 يبلغ ارتفاع المدينة عن سطح البحر قرابة 225 متر. تبلغ مساحتها 146.33 كم²

## التركيبة السكانية
حدّد مكتب تعداد الولايات المتحدة بيانات التركيبة السكانية لدايتون في تعداد الولايات المتحدة. في ما يلي، التركيبة السكانية حسب تعدادي 2000 و2010.

### تعداد عام 2000
بلغ عدد سكان دايتون 166,179 نسمة بحسب تعداد عام 2000، وبلغ عدد الأسر 67,409 أسرة وعدد العائلات 37,615 عائلة مقيمة في المدينة. في حين سجلت الكثافة السكانية 1,134.6 نسمة لكل كيلومتر مربع (2,938.6/ميل2). وبلغ عدد الوحدات السكنية 77,321 وحدة بمتوسط كثافة قدره 527.9 لكل كيلومتر مربع (1,367.3/ميل2).
وتوزع التركيب العرقي للمدينة بنسبة 53.36% من البيض و43.13% من الأمريكيين الأفارقة و0.30% من الأمريكيين الأصليين و0.65% من الأمريكيين ذوي الأصول الآسيوية و0.04% من سكان جزر المحيط الهادئ و0.70% من الأعراق الأخرى و1.83% من عرقين مختلطين أو أكثر و1.58% من الهسبانيون أو اللاتينيون من أي عرق.
بلغ عدد الأسر 67,409 أسرة كانت نسبة 31.8% منها لديها أطفال تحت سن الثامنة عشر تعيش معهم، وبلغت نسبة الأزواج القاطنين مع بعضهم البعض 30.2% من أصل المجموع الكلي للأسر، ونسبة 20.6% من الأسر كان لديها معيلات من الإناث دون وجود شريك، بينما كانت نسبة 5% من الأسر لديها معيلون من الذكور دون وجود شريكة وكانت نسبة 44.2% من غير العائلات. تألفت نسبة 36.8% من أصل جميع الأسر من عدة أفراد يعيشون في نفس المنزل ونسبة 11.3% كانت تتألف من شخص يعيش بمفرده يبلغ من العمر 65 عاماً أو أكثر. وبلغ متوسط حجم الأسرة المعيشية 2.30، أما متوسط حجم العائلات فبلغ 3.04.
بلغ العمر الوسطي للسكان 32.4 عاماً. وكانت نسبة 24.9% من القاطنين تحت سن الثامنة عشر، وكانت نسبة 9.9% بين الثامنة عشر والرابعة والعشرين عاماً، ونسبة 28% كانت واقعةً في الفئة العمرية ما بين الخامسة والعشرين والرابعة والأربعين عاماً، ونسبة 19.2% كانت ما بين الخامسة والأربعين والرابعة والستين، ونسبة 11.5% كانت ضمن فئة الخامسة والستين عاماً فما فوق. يوجد لكل 100 أنثى 90.1 ذكر، ويوجد لكل 100 أنثى في الثامنة عشر من عمرها فما فوق 85.5 ذكر.
بلغ متوسط دخل الأسرة في المدينة 30,008 دولارًا، أما متوسط دخل العائلة فبلغ 36,430 دولارًا. وكان متوسط دخل الذكور 31,291 دولارًا مقابل 24,445 دولارًا للإناث. وسجل دخل الفرد الخاص بالمدينة 15,771 دولارًا. وكانت نسبة 14.4% من العائلات ونسبة 18.2% من السكان تحت خط الفقر، وكان من هؤلاء نسبة 26.9% تحت سن الثامنة عشر ونسبة 9.3% في الخامسة والستين من العمر وما فوق.

### تعداد عام 2010
بلغ عدد سكان دايتون 141,527 نسمة بحسب تعداد عام 2010، وبلغ عدد الأسر 58,404 أسرة وعدد العائلات 31,064 عائلة مقيمة في المدينة. في حين سجلت الكثافة السكانية 966.3 نسمة لكل كيلومتر مربع (2,502.7/ميل2). وبلغ عدد الوحدات السكنية 74,065 وحدة بمتوسط كثافة قدره 505.7 لكل كيلومتر مربع (1,309.8/ميل2).
وتوزع التركيب العرقي للمدينة بنسبة 51.72% من البيض و42.89% من الأمريكيين الأفارقة و0.29% من الأمريكيين الأصليين و0.85% من الأمريكيين ذوي الأصول الآسيوية و0.04% من سكان جزر المحيط الهادئ و1.29% من الأعراق الأخرى و2.92% من عرقين مختلطين أو أكثر و2.95% من الهسبانيون أو اللاتينيون من أي عرق.
بلغ عدد الأسر 58,404 أسرة كانت نسبة 28.3% منها لديها أطفال تحت سن الثامنة عشر تعيش معهم، وبلغت نسبة الأزواج القاطنين مع بعضهم البعض 25.9% من أصل المجموع الكلي للأسر، ونسبة 21.4% من الأسر كان لديها معيلات من الإناث دون وجود شريك، بينما كانت نسبة 5.9% من الأسر لديها معيلون من الذكور دون وجود شريكة وكانت نسبة 46.8% من غير العائلات. تألفت نسبة 38.8% من أصل جميع الأسر من عدة أفراد يعيشون في نفس المنزل ونسبة 11.2% كانت تتألف من شخص يعيش بمفرده يبلغ من العمر 65 عاماً أو أكثر. وبلغ متوسط حجم الأسرة المعيشية 2.26، أما متوسط حجم العائلات فبلغ 3.03.
بلغ العمر الوسطي للسكان 34.4 عاماً. وكانت نسبة 22.9% من القاطنين تحت سن الثامنة عشر، وكانت نسبة 14.2% بين الثامنة عشر والرابعة والعشرين عاماً، ونسبة 25.3% كانت واقعةً في الفئة العمرية ما بين الخامسة والعشرين والرابعة والأربعين عاماً، ونسبة 25.8% كانت ما بين الخامسة والأربعين والرابعة والستين، ونسبة 11.8% كانت ضمن فئة الخامسة والستين عاماً فما فوق. وتوزع التركيب الجنسي للسكان بنسبة 48.7% ذكور و51.3% إناث.

## المناخ
يظهر الجدول التالي التغييرات المناخية على مدار السنة لدايتون:
| البيانات المناخية لـدايتون                         | البيانات المناخية لـدايتون | البيانات المناخية لـدايتون | البيانات المناخية لـدايتون | البيانات المناخية لـدايتون | البيانات المناخية لـدايتون | البيانات المناخية لـدايتون | البيانات المناخية لـدايتون | البيانات المناخية لـدايتون | البيانات المناخية لـدايتون | البيانات المناخية لـدايتون | البيانات المناخية لـدايتون | البيانات المناخية لـدايتون | البيانات المناخية لـدايتون |
| الشهر                                              | يناير                      | فبراير                     | مارس                       | أبريل                      | مايو                       | يونيو                      | يوليو                      | أغسطس                      | سبتمبر                     | أكتوبر                     | نوفمبر                     | ديسمبر                     | المعدل السنوي              |
| -------------------------------------------------- | -------------------------- | -------------------------- | -------------------------- | -------------------------- | -------------------------- | -------------------------- | -------------------------- | -------------------------- | -------------------------- | -------------------------- | -------------------------- | -------------------------- | -------------------------- |
| الدرجة القصوى °ف (°م)                              | 75 (24)                    | 76 (24)                    | 87 (31)                    | 90 (32)                    | 98 (37)                    | 102 (39)                   | 108 (42)                   | 103 (39)                   | 102 (39)                   | 94 (34)                    | 79 (26)                    | 72 (22)                    | 108 (42)                   |
| الحد الأقصى المتوسط °ف (°م)                        | 57.0 (13.9)                | 62.0 (16.7)                | 73.4 (23.0)                | 80.9 (27.2)                | 85.4 (29.7)                | 91.4 (33.0)                | 93.0 (33.9)                | 92.3 (33.5)                | 88.3 (31.3)                | 81.0 (27.2)                | 70.3 (21.3)                | 59.9 (15.5)                | 94.3 (34.6)                |
| متوسط درجة الحرارة الكبرى °ف (°م)                  | 34.7 (1.5)                 | 38.9 (3.8)                 | 49.6 (9.8)                 | 61.9 (16.6)                | 71.5 (21.9)                | 80.2 (26.8)                | 83.8 (28.8)                | 82.6 (28.1)                | 75.9 (24.4)                | 63.8 (17.7)                | 51.1 (10.6)                | 38.1 (3.4)                 | 61.1 (16.2)                |
| متوسط درجة الحرارة الصغرى °ف (°م)                  | 20.3 (−6.5)                | 23.1 (−4.9)                | 31.2 (−0.4)                | 41.4 (5.2)                 | 51.4 (10.8)                | 60.9 (16.1)                | 64.5 (18.1)                | 62.7 (17.1)                | 54.9 (12.7)                | 44.0 (6.7)                 | 34.6 (1.4)                 | 24.3 (−4.3)                | 42.8 (6.0)                 |
| الحد الأدنى المتوسط °ف (°م)                        | −2.1 (−18.9)               | 2.9 (−16.2)                | 12.7 (−10.7)               | 24.9 (−3.9)                | 36.8 (2.7)                 | 47.7 (8.7)                 | 52.6 (11.4)                | 51.0 (10.6)                | 39.9 (4.4)                 | 29.7 (−1.3)                | 19.5 (−6.9)                | 4.0 (−15.6)                | −7.0 (−21.7)               |
| أدنى درجة حرارة °ف (°م)                            | −25 (−32)                  | −28 (−33)                  | −7 (−22)                   | 15 (−9)                    | 26 (−3)                    | 40 (4)                     | 44 (7)                     | 40 (4)                     | 30 (−1)                    | 18 (−8)                    | −2 (−19)                   | −20 (−29)                  | −28 (−33)                  |
| الهطول إنش (مم)                                    | 2.71 (69)                  | 2.24 (57)                  | 3.34 (85)                  | 4.09 (104)                 | 4.66 (118)                 | 4.17 (106)                 | 4.11 (104)                 | 2.99 (76)                  | 3.30 (84)                  | 2.93 (74)                  | 3.39 (86)                  | 3.12 (79)                  | 41.05 (1٬043)              |
| متوسط تساقط الثلوج إنش (سم)                        | 7.9 (20)                   | 5.9 (15)                   | 3.4 (8.6)                  | 0.6 (1.5)                  | 0 (0)                      | 0 (0)                      | 0 (0)                      | 0 (0)                      | 0 (0)                      | 0.4 (1.0)                  | 0.6 (1.5)                  | 4.5 (11)                   | 23.3 (59)                  |
| متوسط أيام هطول الأمطار (≥ 0.01 in)                | 12.6                       | 11.2                       | 12.2                       | 13.2                       | 13.7                       | 11.8                       | 10.8                       | 8.4                        | 8.7                        | 9.3                        | 11.5                       | 12.4                       | 135.8                      |
| متوسط الأيام المثلجة (≥ 0.1 in)                    | 6.3                        | 5.3                        | 2.8                        | 1.0                        | 0                          | 0                          | 0                          | 0                          | 0                          | 0.2                        | 1.1                        | 4.6                        | 21.3                       |
| متوسط الرطوبة النسبية (%)                          | 72.7                       | 72.0                       | 69.5                       | 64.2                       | 65.1                       | 66.0                       | 68.8                       | 71.5                       | 71.9                       | 69.3                       | 73.3                       | 75.8                       | 70.0                       |
| ساعات سطوع الشمس الشهرية                           | 134.0                      | 136.6                      | 178.4                      | 213.2                      | 263.1                      | 293.7                      | 296.2                      | 277.4                      | 237.6                      | 192.9                      | 115.7                      | 99.9                       | 2٬438٫7                    |
| نسبة وصول أشعة الشمس                               | 45                         | 46                         | 48                         | 54                         | 59                         | 65                         | 65                         | 65                         | 64                         | 56                         | 39                         | 34                         | 55                         |
| المصدر: NOAA (relative humidity and sun 1961–1990) |                            |                            |                            |                            |                            |                            |                            |                            |                            |                            |                            |                            |                            |

## توأمة
لدايتون (أوهايو) اتفاقيات توأمة مع كل من:
- آوغسبورغ (1964 - )
- بلغراد
- سراييفو
- حولون
- مونروفيا

## أعلام
- كين جنكينز
- بولين بيتز
- تشارلز باسيت
- مارتن شين
- إدوين موسيس
- باول لورانس دانبار
- دون مينيك
- تشارلز كترنج
- فرجينيا هاميلتون
- لورنزو لورين لانجستروث